# Desmos dunalii

Desmos dunalii är en kirimojaväxtart som först beskrevs av Nathaniel Wallich, Joseph Dalton Hooker och Thomas Thomson och som fick sitt nu gällande namn av William Edwin Safford.
Desmos dunalii ingår i släktet Desmos och familjen kirimojaväxter. Inga underarter finns listade i Catalogue of Life.